# 로스트 (음식)
로스트(영어: roast)는 고기 따위에 열을 가하여 구운 음식을 말한다. 직접 불을 이용하는 직화(直火), 숯불, 오븐 등을 사용한다.

## 같이 보기
- 로스팅
- 냄비 로스트
- 로스트 비프
- 선데이 로스트